# Dejan Manaszkov
Dejan Manaszkov (macedónul: Дејан Манасков; Créteil, 1992. augusztus 26. –) francia születésű macedón válogatott kézilabdázó, balszélső. Jelenleg a macedón Vardar Szkopje játékosa.
Édesapja, Pepi Manaszkov szintén macedón válogatott kézilabdázó volt korábban.

## Pályafutása
Manaszkov felnőtt szinten a Metalurg Szkopjében kezdett kézilabdázni. 2008-tól 2015 februárjáig játszott ebben a csapatban, az ott töltött idő alatt négy bajnoki, négy macedón kupa győzelmet aratott, és két alkalommal, 2013-ban és 2014-ben bejutott csapatával a Bajnokok ligája negyeddöntőjébe. A 2014–2015-ös szezonban csapata komoly anyagi gondokkal küzdött, emiatt szezon közben 2015 februárjában a Bundesligában szereplő HSG Wetzlarhoz szerződött a szezon végéig.
A szezon végén visszatért Macedóniába, egy szezont a Vardarban játszott. A Vardarral újra macedón bajnok lett, illetve a SEHA-ligában döntőt játszott, amelyen az MVM Veszprém KC-val szemben vereséget szenvedett. 2016-ban a német bajnoki címvédő Rhein-Neckar Löwen játékosa lett. Az ott töltött egy szezon során hozzásegítette csapatát a címvédéshez, igaz, posztján a világ egyik legjobbjával, Guðjón Valur Sigurðssonnal kellett osztoznia, emiatt kevesebb játéklehetőséget kapott, a bajnokságban 26 gólt szerzett, a Bajnokok Ligájában pedig 16-ot. 
2017 márciusában hivatalosan is bejelentették, hogy a következő idénytől a Telekom Veszprém játékosa lesz, akikkel egy éves szerződést írt alá. 2020 novemberében 16 gólt szerzett az FTC elleni bajnoki mérkőzésen, ezzel megdöntötte a klubrekordot az egy mérkőzésen szerzett gólok számát illetően. 2021 októberében egy NB1-es mérkőzésen súlyos térdsérülést szenvedett, az idény végére tudott felépülni, komoly szerepet a csapatban már nem kapott és végül a macedón RK Vardarhoz igazolt.
A válogatottal első felnőtt világversenye a 2012-es Európa-bajnokság volt, amelyen az ötödik helyen végzett a macedón válogatott. A 2016-os Európa-bajnokságon 32 gólt szerzett, ezzel a góllövőlista 11. helyén végzett.

## Sikerei
- Macedón bajnokság győztese: 2010, 2011, 2012, 2014, 2016
- Macedón-kupa győztes: 2009, 2010, 2011, 2013, 2016
- Német bajnokság győztese: 2017
- Magyar bajnokság győztese: 2019
- Magyar kupa győztese: 2018, 2021, 2022
- SEHA-liga győztes: 2020, 2021